# Esprit de Haida Gwaii
 (mai 2024).
La mise en forme du texte ne suit pas les recommandations de Wikipédia : il faut le « wikifier ».
Les points d'amélioration suivants sont les cas les plus fréquents. Le détail des points à revoir est peut-être précisé sur la page de discussion.
- Les titres sont pré-formatés par le logiciel. Ils ne sont ni en capitales, ni en gras.
- Le texte ne doit pas être écrit en capitales (les noms de famille non plus), ni en gras, ni en italique, ni en « petit »…
- Le gras n'est utilisé que pour surligner le titre de l'article dans l'introduction, une seule fois.
- L'italique est rarement utilisé : mots en langue étrangère, titres d'œuvres, noms de bateaux, etc.
- Les citations ne sont pas en italique mais en corps de texte normal. Elles sont entourées par des guillemets français : « et ».
- Les listes à puces sont à éviter, des paragraphes rédigés étant largement préférés. Les tableaux sont à réserver à la présentation de données structurées (résultats, etc.).
- Les appels de note de bas de page (petits chiffres en exposant, introduits par l'outil «  Source ») sont à placer entre la fin de phrase et le point final[comme ça].
- Les liens internes (vers d'autres articles de Wikipédia) sont à choisir avec parcimonie. Créez des liens vers des articles approfondissant le sujet. Les termes génériques sans rapport avec le sujet sont à éviter, ainsi que les répétitions de liens vers un même terme.
- Les liens externes sont à placer uniquement dans une section « Liens externes », à la fin de l'article. Ces liens sont à choisir avec parcimonie suivant les règles définies. Si un lien sert de source à l'article, son insertion dans le texte est à faire par les notes de bas de page.
- La présentation des références doit suivre les conventions bibliographiques. Il est recommandé d'utiliser les modèles {{Ouvrage}}, {{Chapitre}}, {{Article}}, {{Lien web}} et/ou {{Bibliographie}}. Le mode d'édition visuel peut mettre en forme automatiquement les références.
- Insérer une infobox (cadre d'informations à droite) n'est pas obligatoire pour parachever la mise en page.

Pour une aide détaillée, merci de consulter Aide:Wikification.
Si vous pensez que ces points ont été résolus, vous pouvez retirer ce bandeau et améliorer la mise en forme d'un autre article.
Spirit of Haida Gwaii (en français : « Esprit de Haida Gwaii ») est une sculpture de l'artiste haïda de Colombie-Britannique Bill Reid (1920-1998). Il en existe deux versions : le canoë noir et le canoë de jade. Le canoë noir figure sur les billets de 20 $ canadiens de la série Canadian Journey émise entre 2004 et 2012.

## Contexte

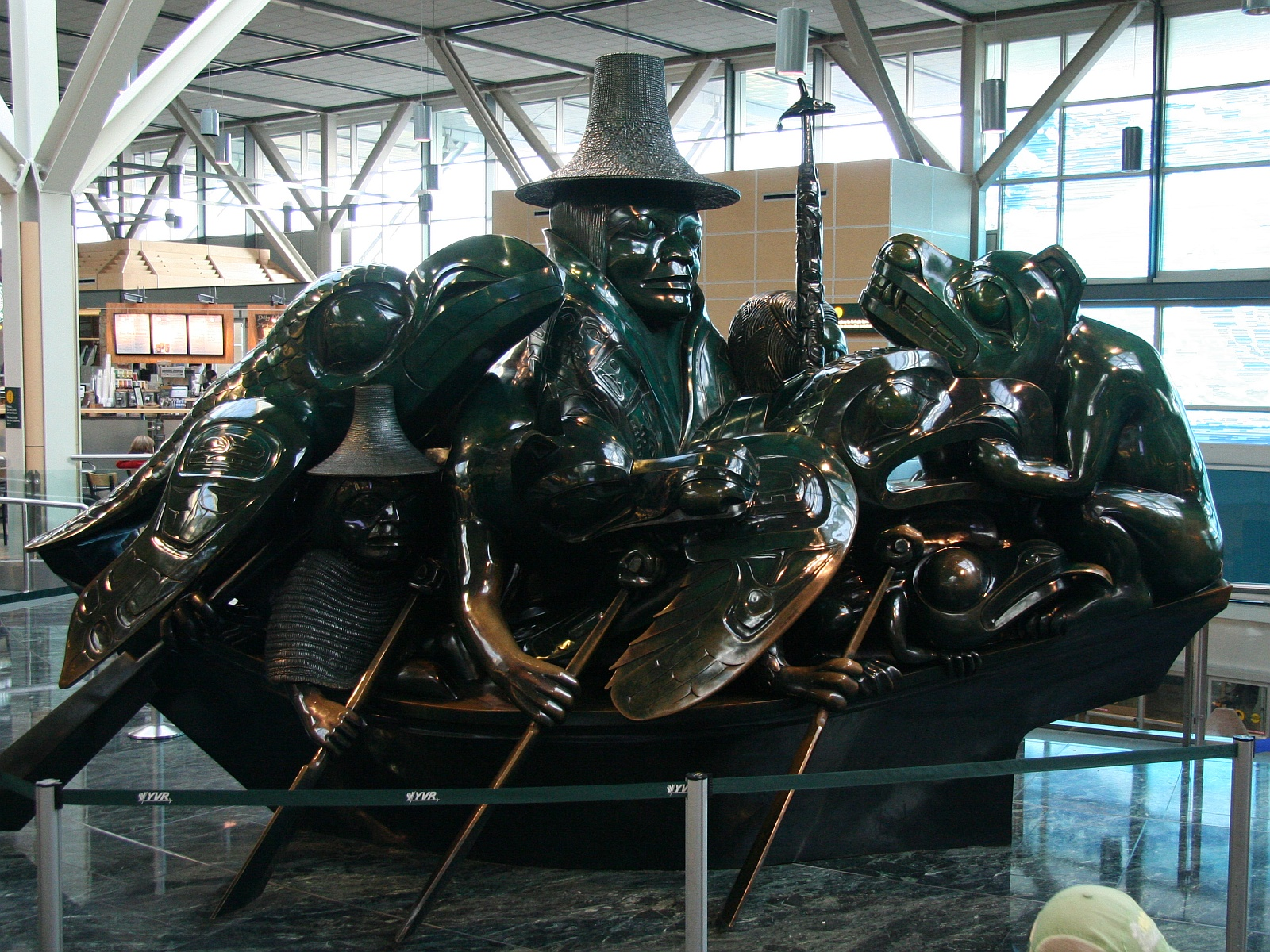
L'esprit de Haida Gwaii, le canoë de Jade, à l'intérieur de l'aéroport international de Vancouver

La sculpture a été créée à l'origine en 1986 comme modèle en argile à l'échelle 1⁄6, agrandi en 1988 en argile grandeur nature. En 1991, le modèle est coulé en bronze. Ce premier moulage en bronze s'intitulait Esprit de Haida Gwaii, le canot noir et est maintenant exposé à l'extérieur de l'ambassade du Canada à Washington, DC. Le deuxième moulage en bronze, intitulé Esprit de Haida Gwaii, le canot de jade, a été exposé pour la première fois au Musée canadien d'Histoire en 1994. Enfin, en 1996, le Jade Canoe (comme on l'appelle généralement) a été déplacé vers le terminal international de l'aéroport international de Vancouver.
Le moule en plâtre original de la sculpture est exposé dans le hall principal du Musée canadien de l'histoire,.

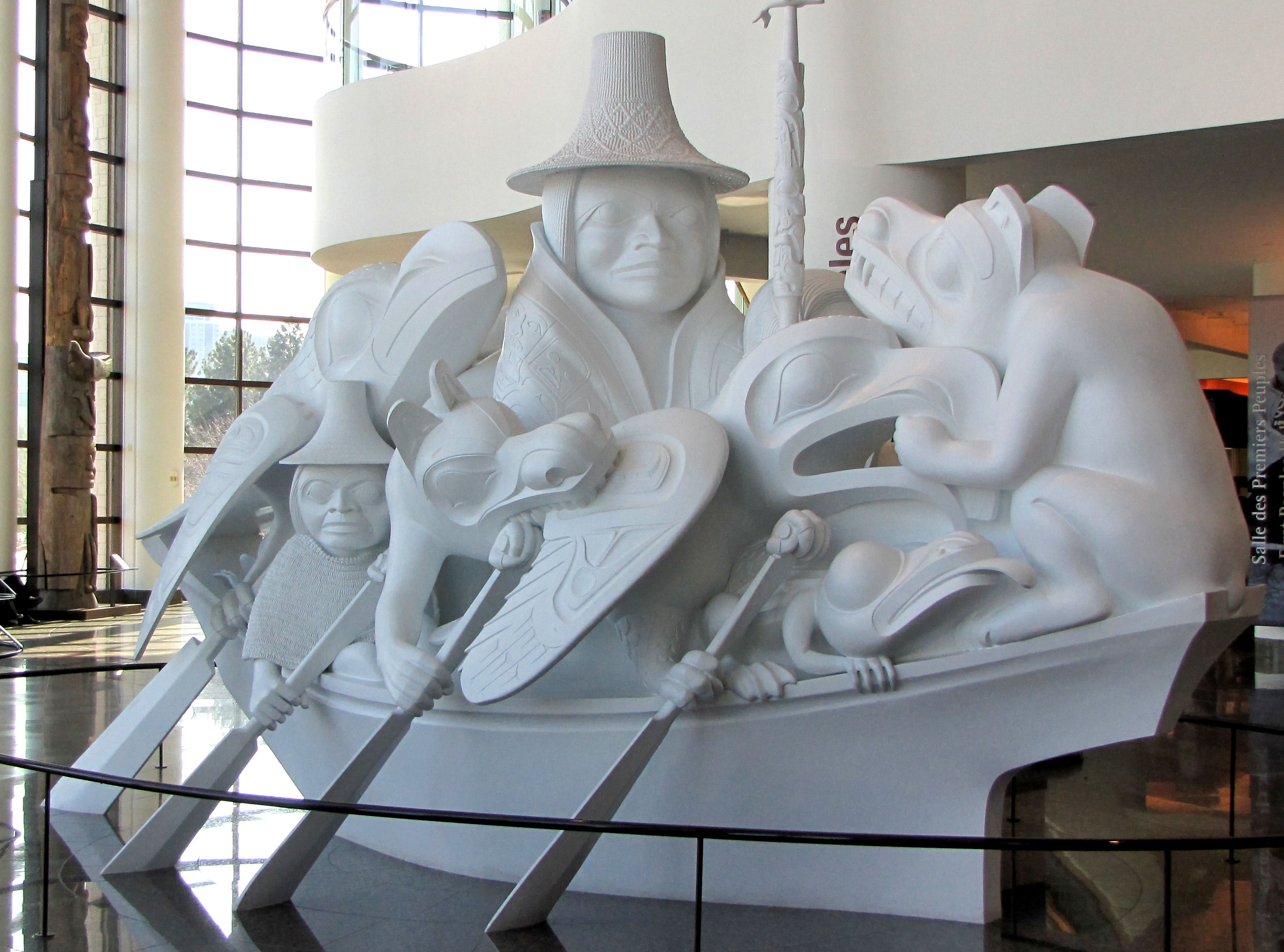
Modèle grandeur nature au Musée canadien de l'histoire

Le 30 avril 1996, Postes Canada a publié L'esprit de Haida Gwaii, 1986-1991, Bill Reid dans la série Chefs-d'œuvre de l'art canadien. Le timbre a été conçu par Pierre-Yves Pelletier d'après la sculpture exposée à l'ambassade du Canada à Washington, aux États-Unis. Les timbres de 90 ¢ sont perforés, font 12,5 mm × 13 mm et ont été imprimés par Ashton-Potter Limited.
Une image de la sculpture figure en bonne place au revers de l'édition 2004 du billet de vingt dollars canadien . Ces factures ne sont plus émises ; un nouveau design est entré en service en 2012.